# 229762 Gǃkúnǁʼhòmdímà
229762 Gǃkúnǁʼhòmdímà este o planetă minoră (Obiect transneptunian) din Obiect transneptunian. A fost descoperită pe 19 octombrie 2007 la Observatorul Palomar de Michael E. Brown. 
Obiectul prezintă o orbită caracterizată de o semiaxă mare de 72,799581 de UAi, o excentricitate de 0,488, o înclinație de 23,352 ° în raport cu ecliptica.